# La Mort d'Auguste
La Mort d'Auguste est un roman belge de Georges Simenon, paru en 1966 aux Presses de la Cité.
Simenon achève ce roman à Epalinges (canton de Vaud), en Suisse, le 17 mars 1966.

## Résumé
Le vieil Auguste, patron du restaurant « Chez l'Auvergnat », s'écroule un soir parmi ses clients, frappé à mort. Il a trois fils : avec Antoine, le second, il s'est associé pour gérer son établissement, un ancien bistrot des Halles qu'il a transformé et qui connaît une vogue sans cesse accrue.
Prévenus et bientôt arrivés, les deux autres fils d'Auguste se préoccupent avant tout de l'héritage. Ils soupçonnent Antoine d'avoir dérobé l'argent du père, parce qu'on n'en trouve aucune trace dans la maison. Or, Antoine, qui vit avec le vieil homme depuis de nombreuses années, n'était pas au courant de ses affaires. 
L'atmosphère se dégrade quand les femmes s'en mêlent et le ton monte avec le troisième fils, Bernard, un raté agressif et toujours en mal d'argent. Ferdinand, lui, quand il évalue à un million de nouveaux francs les économies qu'Auguste, peu dépensier, a dû mettre de côté, sent s'éveiller en lui, dans le magistrat sourcilleux, un héritier avide de pouvoir enfin combler ses besoins. Quant à Antoine, il se montre juste et désireux de régler cette épineuse question le plus calmement possible : sa part de bénéfice lui suffit. 
La découverte fortuite d'une clé numérotée, puis de l'adresse d'une banque, va permettre aux trois frères l'accès à un coffre qu'avait leur père au Comptoir d'Escompte. Son ouverture les met en présence d'un amas de titres qui sont dépourvus de valeur négociable. C'est l'effondrement des espérances. Auguste avait confié la gestion de son avoir à un homme d'affaires louche, mort en prison deux ans plus tôt. 
Ferdinand et Bernard se partagent le peu d'argent liquide qui se trouve dans le coffre. Le lendemain matin, ils suivent, indifférents, le corbillard de leur père, tandis qu'Antoine, auprès d'eux, songe à la vicissitude des choses...

## Aspects particuliers du roman
La présence visible de la mort sert de toile de fond à un conflit de famille engendré par la cupidité. 

## Fiche signalétique de l'ouvrage

### Cadre spatio-temporel

#### Espace
Paris, un restaurant typique dans le quartier des Halles. Références à l’Auvergne. 

#### Temps
Le récit se déroule en 1961, en l’espace de trois jours et demi, du vendredi soir au mardi matin (soit le temps qui sépare la mort d’Auguste de son enterrement).

### Les personnages

#### Personnage principal
Antoine Mature. Restaurateur. Marié, pas d’enfants. 49 ans.

#### Autres personnages
- Auguste, père d’Antoine, patron du restaurant, Auvergnat implanté à Paris, 78 ans
- Ferdinand, fils aîné d’Auguste, juge d'instruction, marié, père d’une fille et d’un fils, 53 ans
- Bernard, fils cadet d’Auguste, raté qui vit en concubinage avec une certaine Nicole.

## Éditions
- Édition originale : Presses de la Cité, 1966
- Tout Simenon, tome 13, Omnibus, 2003  (ISBN 978-2-258-03303-0)
- Livre de Poche, n° 32694, 2012  (ISBN 9782253168829)
- Romans durs, tome 12, Omnibus, 2013  (ISBN 978-2-258-09399-7)
- Romans durs, tome 12, Omnibus, 2023  (ISBN 978-2-258-20269-6)

## Adaptations
- 1988 : La Mort d'Auguste, épisode 11 de la série télévisée française L'Heure Simenon, réalisé par Milo Dor.
- 2015 : La Mort d'Auguste, téléfilm sur France 3

## Source
- Maurice Piron, Michel Lemoine, L'Univers de Simenon, guide des romans et nouvelles (1931-1972) de Georges Simenon, Presses de la Cité, 1983, p. 230-231  (ISBN 978-2-258-01152-6)